# Mugil liza
Mugil liza és un peix teleosti de la família dels mugílids i de l'ordre dels perciformes.

## Morfologia
Pot arribar als 80 cm de llargària total.

## Alimentació
Menja detritus orgànics i algues.

## Distribució geogràfica
Es troba a les costes de l'Atlàntic occidental (des de Bermuda, Florida, Bahames i el Carib fins a l'Argentina).